# Mrozy (powiat żyrardowski)
Mrozy – wieś w Polsce położona w województwie mazowieckim, w powiecie żyrardowskim, w gminie Puszcza Mariańska. Ma status sołectwa.
W miejscowości działa 6 sklepów spożywczych, apteka, stacja kolejowa z bezpośrednim połączeniem z Warszawą oraz Skierniewicami. Mrozy są obecnie najprężniej rozwijającą się miejscowością gminy Puszcza Mariańska. 
W latach 1975–1998 miejscowość należała administracyjnie do województwa skierniewickiego.